# Albert D'Huyvetter (junior)
Albert D’Huyvetter junior (Borgerhout, 1847 - Antwerpen, 1907) was een Belgisch kunsthandelaar die samen met zijn vader, Albert senior, vooral actief  was op de Noord-Amerikaanse markt.

## Activiteiten
Vader en zoon verkochten niet alleen schilderijen van Europese kunstenaars tegen een commissieloon, ze hadden ook tal van kunstenaars onder contract voor hun hele jaarproductie of voor een aantal werken per jaar. Belgische kunstenaars met wie ze samenwerkten waren onder meer : Jan Portielje, Edward Portielje en Gerard Portielje, alle drie schilders van genretaferelen, David Col, Ferdinand Pauwels, Jozef Van Lerius, Henri Van Seben, Hendrik Frans Schaefels, Lucas Victor Schaefels, Leon Herbo, Ferdinand Pauwels, Evert-Jan Boks, de dierenschilders Eugène Verboeckhoven, Eugène Remy Maes, Frans De Beul en Albert Smets, Albert Rosenboom en L. Petit een schilder van landschappen uit de Antwerpse polders. Het huis correspondeerde verder onder meer ook met kunstschilder Henri Permeke uit Oostende.
Albert junior nam in 1872 de leiding over van de zaak die zijn vader in 1852 in New York was gestart. Hij bleef echter vooral vanuit Antwerpen opereren, aan de Offerandestraat 5/11, later Korte Gasthuisstraat 3. Samen met zijn vader organiseerde hij - met wisselend succes- een verkoop in een of andere New Yorkse galerie zoals Barker’s Gallery (1870), Schenks’s Art Gallery (1878), Leavitt’s Art Galleries (1882), Moore’s Auction Gallery (1888).
Ze waren verantwoordelijk voor het samenstellen van de Belgische inzending naar de internationale tentoonstelling in Philadelphia in 1882. Ondanks een petitie van de deelnemende kunstenaars stond de Belgische regering het Albert junior niet toe om op te treden als officieel afgevaardigde voor de artistieke inzending van België tijdens de World's Columbian Exposition in Chicago in 1893.

## Trivia
Er bestaan voorgedrukte briefkaarten van de Antwerpse kunsthandelaars D’ Huyvetter, waarop werken van kunstenaars uit hun "stal" staan afgebeeld: Frans Mortelmans, Euphrosine Beernaert. Het correspondentiepapier luidde “Fine Arts A. D’Huyvetter. Seller on commission of oil paintings of the Belgian Flemish School”.